# 3-ヒドロキシアントラニル酸 4-C-メチルトランスフェラーゼ
3-ヒドロキシアントラニル酸 4-C-メチルトランスフェラーゼ(3-hydroxyanthranilate 4-C-methyltransferase、EC 2.1.1.97)は、以下の化学反応を触媒する酵素である。
S-アデノシル-L-メチオニン + 3-ヒドロキシアントラニル酸{\displaystyle \rightleftharpoons }S-アデノシル-L-ホモシステイン + 3-ヒドロキシ-4-メチルアントラニル酸
従って、この酵素の2つの基質はS-アデノシル-L-メチオニンと3-ヒドロキシアントラニル酸、2つの生成物はS-アデノシル-L-ホモシステインと3-ヒドロキシ-4-メチルアントラニル酸である。
この酵素は、転移酵素、特に1炭素基を転移させるメチルトランスフェラーゼのファミリーに属する。系統名は、S-アデノシル-L-メチオニン:3-ヒドロキシアントラニル酸 4-C-メチルトランスフェラーゼである。その他よく用いられる名前に、3-hydroxyanthranilate 4-methyltransferase等がある。